# Arthur Eisenmenger
Arthur Eisenmenger (Basilea, 20 ottobre 1914 – Eislingen/Fils, 19 febbraio 2002) è stato un disegnatore tedesco, capo grafico della Comunità Europea fino al 1975, autore del marchio CE e del simbolo dell'euro.

## Biografia
Nato nel 1914, studiò arte. Durante la guerra fredda elaborò la grafica delle operazioni militari del generale statunitense Lucius D. Clay, per il ponte aereo attivo tra Germania Ovest e Berlino Ovest nel periodo 1948-49.
Presto intraprese la carriera di grafico. Per conto dell'allora comunità europea sviluppò il marchio CE e lavorò alla bandiera dell'Europa. Si ritirò nel 1975.

Simbolo della Marcatura CE

Requisiti di proporzione per la marcatura CE

Fu membro dell'Unione Cristiano-Democratica di Germania.
Nel 1999 ricevette, su iniziativa di Rainer Wieland, la medaglia Robert Schuman assegnata dal Gruppo del Partito Popolare Europeo.
Visse a Eislingen/Fils. Morì il 19 febbraio 2002.

### Il simbolo dell'euro

Il simbolo dell'Euro

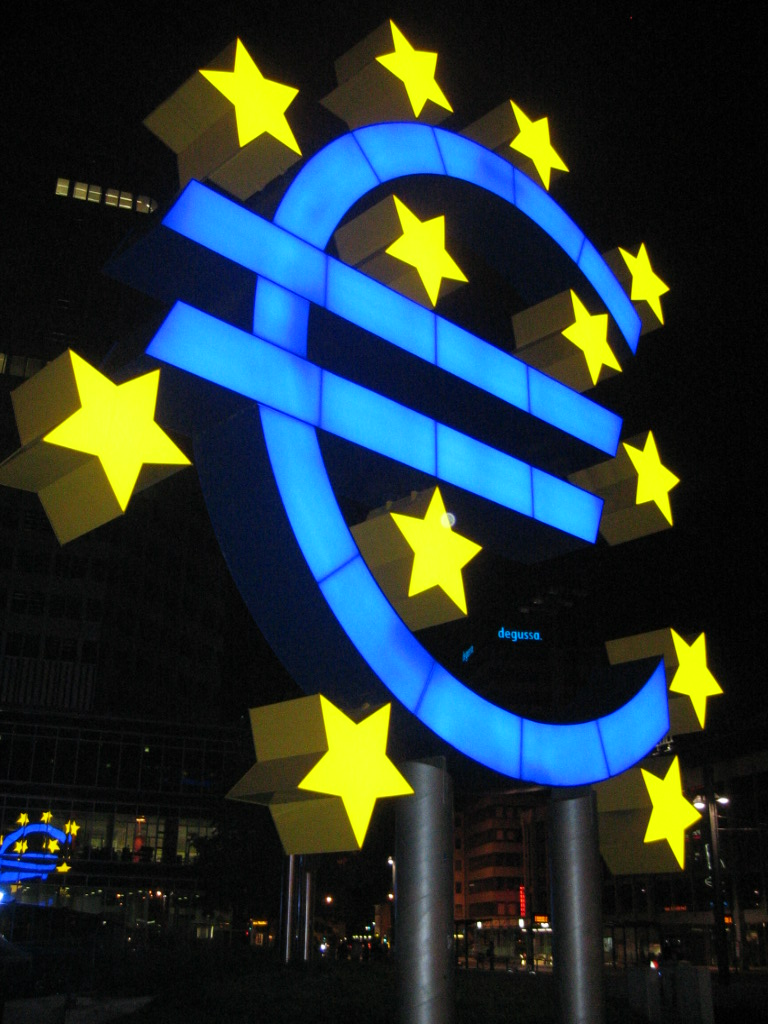
Scultura luminosa del simbolo dell'euro presso la Banca Centrale Europea di Francoforte.

Negli ultimi anni della sua vita Eisenmenger dichiarò di essere l'autore del simbolo dell'euro, da lui creato negli anni settanta per rappresentare l'europa. Si trattò di uno dei suoi ultimi lavori per la comunità europea. Il disegno scomparve per oltre vent'anni, fino a quando nel 1997 non venne annunciato l'aspetto della nuova valuta. L'Unione europea non riconobbe a Eisenmenger la paternità dell'opera, che invece fu attribuita ad un team di designer rimasti anonimi.